# Dr. Bash
 (mars 2024).
La mise en forme du texte ne suit pas les recommandations de Wikipédia : il faut le « wikifier ».
Les points d'amélioration suivants sont les cas les plus fréquents. Le détail des points à revoir est peut-être précisé sur la page de discussion.
- Les titres sont pré-formatés par le logiciel. Ils ne sont ni en capitales, ni en gras.
- Le texte ne doit pas être écrit en capitales (les noms de famille non plus), ni en gras, ni en italique, ni en « petit »…
- Le gras n'est utilisé que pour surligner le titre de l'article dans l'introduction, une seule fois.
- L'italique est rarement utilisé : mots en langue étrangère, titres d'œuvres, noms de bateaux, etc.
- Les citations ne sont pas en italique mais en corps de texte normal. Elles sont entourées par des guillemets français : « et ».
- Les listes à puces sont à éviter, des paragraphes rédigés étant largement préférés. Les tableaux sont à réserver à la présentation de données structurées (résultats, etc.).
- Les appels de note de bas de page (petits chiffres en exposant, introduits par l'outil «  Source ») sont à placer entre la fin de phrase et le point final[comme ça].
- Les liens internes (vers d'autres articles de Wikipédia) sont à choisir avec parcimonie. Créez des liens vers des articles approfondissant le sujet. Les termes génériques sans rapport avec le sujet sont à éviter, ainsi que les répétitions de liens vers un même terme.
- Les liens externes sont à placer uniquement dans une section « Liens externes », à la fin de l'article. Ces liens sont à choisir avec parcimonie suivant les règles définies. Si un lien sert de source à l'article, son insertion dans le texte est à faire par les notes de bas de page.
- La présentation des références doit suivre les conventions bibliographiques. Il est recommandé d'utiliser les modèles {{Ouvrage}}, {{Chapitre}}, {{Article}}, {{Lien web}} et/ou {{Bibliographie}}. Le mode d'édition visuel peut mettre en forme automatiquement les références.
- Insérer une infobox (cadre d'informations à droite) n'est pas obligatoire pour parachever la mise en page.

Pour une aide détaillée, merci de consulter Aide:Wikification.
Si vous pensez que ces points ont été résolus, vous pouvez retirer ce bandeau et améliorer la mise en forme d'un autre article.
Dr Bash ou Transplanté au Québec (Transplant) est une série télévisée dramatique médicale canadienne en 49 épisodes de 42 minutes créée par Joseph Kay, diffusée entre le 26 février 2020 et le 19 janvier 2024 sur le réseau CTV.
La série est centrée sur Bashir Hamed, un médecin syrien venu au Canada en tant que réfugié pendant la guerre civile syrienne et qui reconstruit sa carrière de médecin résident au service des urgences de l'hôpital de Toronto.
En France, la série est diffusée entre le 20 mars et le 17 avril 2024 sur TF1. Faute d'audiences, elle est déprogrammée par la chaîne.

## Synopsis
Bashir Hamed, médecin urgentiste talentueux qui a fui la guerre civile en Syrie où il est né, émigre au Canada. Doté d'une grande empathie envers les patients et des méthodes médicales parfois peu orthodoxes mais redoutablement efficaces, Bash doit sans cesse prouver ses compétences, constamment remises en question à cause de son origine.

## Distribution
- Hamza Haq (en) (VF : Eilias Changuel ; VQ : François-Simon Poirier) dans le rôle du Dr Bashir Hamed, est un résident en médecine d'urgence. En raison de problèmes liés à la reconnaissance des diplômes étrangers, il n'a pas pu trouver d'emploi dans un hôpital avant le début de la saison 1 et travaille à la place comme cuisinier à la chaîne dans un restaurant du Moyen-Orient. Cependant, il a bientôt l'occasion de prouver son courage lorsqu'un grave accident survient au restaurant, et sa formation et son expérience dans une zone de guerre lui permettent de sauver des vies, en utilisant des techniques médicales d'urgence qui peuvent être pratiquées sans équipement médical conventionnel, avant que les secours arrivent[4].
- Laurence Leboeuf (VF : Delphine Rivière ; VQ : elle-même) dans le rôle de la Dr Magalie « Mags » Leblanc , est une résidente en médecine d'urgence motivée avec des problèmes de santé et personnels qu'elle a du mal à maîtriser dans l'environnement très stressant d'une salle d'urgence d'un hôpital[4].
- John Hannah (VF : Georges Caudron ; VQ : Daniel Picard) dans le rôle du Dr Jedediah « Jed » Bishop (saisons 1 et 2 ; invité saison 4), le chef bourru mais compatissant de la médecine d'urgence[4].
- Ayisha Issa (VF : Laura Zichy ; VQ : Alice Pascual) dans le rôle du Dr June Curtis, est une résidente douée en chirurgie traumatologique qui est émotionnellement brisée et a du mal à s'ouvrir. Lors de la deuxième saison, elle postule et remporte le poste de résidente en chef[4].
- Jim Watson (en) (VF : Valery Schatz ; VQ : David Laurin) dans le rôle du Dr Theo Hunter, est boursier en médecine d'urgence pédiatrique, plus tard médecin traitant de Sudbury qui a du mal à s'éloigner de sa femme et de ses enfants pendant qu'il termine sa résidence[4].
- Sirena Gulamgaus (VQ : Mali Paquin-Soutière) dans le rôle d'Amira Hamed, est la sœur de Bash, âgée de 12 ans lors de la saison 1 et de 14 ans lors de la saison 3[4].
- Torri Higginson (VF : Julie Dumas ; VQ : Marika Lhoumeau) dans le rôle de Claire Malone, est l'infirmière en chef des urgences, plus tard infirmière praticienne, qui entretient également une relation amoureuse avec Jed[4].
- Grace Lynn Kung (VQ : Eloisa Cervantes) dans le rôle de Vivian Barnes (saison 1), est l'assistante sociale de l'hôpital[4].
- Sugith Varughese (en) (VQ : Gilbert Lachance) dans le rôle du Dr Aajay Singh, est médecin traitant en chirurgie générale[4].
- Linda E. Smith (VF : Véronique Augereau ; VQ : Hélène Mondoux) dans le rôle du Dr Wendy Atwater (saisons 1 à 2), est le médecin traitant qui est le superviseur immédiat des résidents[4].
- Kenny Wong (VF : Gwendal Anglade ; VQ : Éric Paulhus) dans le rôle d'Arnold Wong, est un infirmier d'urgence[4],[5].
- Mariah Inger (VQ : Geneviève Désilets) dans le rôle de Rhoda DaSilva, est une infirmière d'urgence[4].
- Eddie G. (VQ : Philippe Racine) dans le rôle de Lou, est un agent de sécurité à l'hôpital[4].
- Eli Shankji (VQ : Marc-André Brunet) dans le rôle de Saleh, est l'ami de Bashir, un réfugié syrien travaillant avec Médecins sans frontières au Liban[4].
- Fayçal Azzouz (VF : Jonathan Amram ; VQ : Maxime Desjardins) dans le rôle de Khaled (saisons 1-2), est l'ami de Bashir, demandeur du statut de réfugié libyen au Canada[4].
- Gord Rand (en) (VQ : Alexis Lefebvre) dans le rôle du Dr Mark Novak (saisons 2 à 4), est chef par intérim de la médecine d'urgence au York Memorial après l'AVC de Jed.
- Nora Guerch (VQ : elle-même) dans le rôle de Rania (saisons 2-3), est une vieille amie syrienne de Bash qu'il croyait morte depuis plusieurs années.
- Atticus Mitchell (VQ : Gabriel Lessard) dans le rôle de Jake Cooper (saison 2), est un étudiant en médecine supervisé par Theo.
- Rekha Sharma (VQ : Catherine Hamann) dans le rôle du Dr Neeta Devi (saisons 3 à 4), est la remplaçante de Bishop en tant que cheffe du service des urgences de York Memorial.
- Ali Momen (VQ : Philippe Martin) dans le rôle du Dr Karim Esfahani (saisons 3-4), est le thérapeute de Bashir.
- Marianne Farley (VQ : Mélanie Laberge) dans le rôle du Dr Elizabeth Bergeron (saisons 3-4), est la médecin traitante puis superviseure du service des urgences, et la petite amie de Théo.
- Mark Rendall dans le rôle d'Elliot (saison 4), est le médecin qui a parrainé Bashir et Amira au Canada.
- Deena Aziz (VQ : Dominique Leduc) : Sophia Fisher
- Masha Bashmakova (VQ : Roxane Tremblay-Marcotte (S1), Marie-Andrée Corneille) : Nancy Wiland
- Ellen David (VQ : Chantal Baril) : Evelyn Roche
- Katharine King So (VQ : Claudia-Laurie Corbeil) : Joanie Kwan
- Patrick Labbé : (VQ : Renaud Paradis) : Thomas Mitchell
- Charlotte Legault (VQ : elle-même) : Melissa
- Mylène Mackay : (VQ : elle-même) : Camille Leblanc, sœur de Magalie
- Daniel Rindress-Kay (VQ : Kevin Houle) : Ambulancier Daniel
- Rick Roberts (VQ : François Godin) : Neil Olsen
- Macha Grenon : Muriel, mère de Magalie
- Stéphane Demers : Sylvain Leblanc, père de Magalie

 Source et légende : version québécoise (VQ) sur Doublage.qc.ca
 Source et légende : version française (VF) sur RS Doublage

## Production
Produite par Sphère Média Plus, la série est entrée en production en juin 2019,.
La série est principalement tournée à Montréal, avec quelques tournages limités à Toronto pour établir des plans et d'autres scènes qui nécessitent un marqueur géographique clair de Toronto.
La production de la deuxième saison a été retardée par la pandémie de Covid-19 au Canada, mais a commencé en février 2021.
Tournée en anglais à Montréal, Dr Leblanc joue le rôle d'une québécoise à Toronto et certaines phrases sont en français québécois notamment avec sa sœur et sa famille, et sous-titrés à l'écran. Similairement, Bash parle couramment arabe avec sa sœur et son entourage. La série a été doublée au Québec donc la plupart des figurants francophones doublent leur propre voix. En raison de protectionnisme, la série a été redoublée en France, incluant les voix des francophones.
En juin 2020, la série a été renouvelée pour une deuxième saison, diffusée le 2 janvier 2022 sur CTV, puis le 6 mars sur NBC,. En février 2022, elle est renouvelée pour une troisième saison par CTV et NBC, qui est diffusée le 23 septembre de la même année. En mars 2023, elle est renouvelée pour une quatrième saison. En septembre 2023, Joseph Kay a annoncé que la quatrième saison conclurait la série. Elle est diffusée le 6 octobre 2023 et comprend dix épisodes d'une heure.

## Épisodes

### Première saison (2020)
La première saison contient treize épisodes. Les titres québécois en premier.
1. Changement de voie / En mode survie (Prestare Cura)
2. Dis-moi qui tu es / Le Premier jour (Tell Me Who You Are)
3. Un secret peut être fatal / Un secret qui tue (Your Secrets Can Kill You)
4. Saleh / Sauver tout le monde (Saleh)
5. L'Aïd / L'Heure du choix (Eid)
6. Signes avant-coureurs / Simulations (Trigger Warning)
7. Exilé / Douleur cachée (Far from Home)
8. Vivre et revivre / Options difficiles (Birth and Rebirth)
9. Haute tension / Sous pression (Under Pressure)
10. Effondrement / L'Explosion (Collapse)
11. Orphelins / La Culpabilité du survivant (Orphans)
12. Rechute / Question de confiance (Relapse)
13. Continuer est la seule issue / Le Bon chemin (The Only Way Out is Through)

### Deuxième saison (2022)
La deuxième saison contient treize épisodes. Les titres québécois en premier.
1. Embardée / Sortie de route (Guardrail)
2. Jasmin / L'Odeur du jasmin (Jasmine)
3. Rupture / Solidarités (Sever)
4. Contact / L'Agression (Contact)
5. Parcours / Du rêve à la réalité (Roads)
6. Liberté / Dilemmes (Liberty)
7. Contrôle / Effets secondaires (Control)
8. Écorché / La Meilleure décision (Scars)
9. Déchiré / Entre-deux (Between)
10. Ombrages / Coupures (Shadows)
11. Enfermé / Enfermement (Locked)
12. Sauvés / Le Poids de la responsabilité (Saviours)
13. Libre enfin ? / Dernier sacrifice (Free for What)

### Troisième saison (2022-2023)
La troisième saison contient treize épisodes. Titres québécois seulement.
1. Fracture
2. Blessure (Baggage)
3. Nuances de beige (Hospital Beige)
4. Pour l'avenir (Multiple Choices)
5. Nadir
6. Audition
7. Jour de grève (Work to Rule)
8. Ainsi va la vie (And So it Goes)
9. Rumination
10. Intemporel (Unstuck in Time)
11. Retour aux sources (A Sort of Homecoming)
12. Tariq
13. Mémoire (The Luxury of Memory)

### Quatrième saison (2023-2024)
La quatrième saison contient dix épisodes. Titres québécois seulement.
1. Crête (Crete)
2. Trou béant (Sinkhole)
3. Chez-soi (Home)
4. Décisions (Decisions)
5. Cœur (Heart)
6. Hallucinations (Fever Dream)
7. Déchirement (Torn)
8. Tout ce que j'ai, c'est ce que je ressens (All I Have Is How I Feel)
9. Qui est Mag? (Who Is Mags?)
10. Jamais trop tard pour se réinventer (Never Too Late to Start Again)

## Diffusion internationale
En mai 2020, NBC a acquis les droits de diffusion aux États-Unis de la série aux côtés d'une autre série dramatique médicale canadienne importée, Nurses du réseau Global, dont la première est prévue pour décembre ; il a été créé le 1er septembre, remplissant un créneau horaire habituellement occupé par son propre drame médical New Amsterdam (dont la prochaine saison a été reportée en raison de la Pandémie de Covid-19). Le 11 décembre 2020, NBC a repris la deuxième saison, dont la première a eu lieu le 6 mars 2022. En juillet 2023, NBC avait initialement annoncé que la saison 3 serait diffusée le 5 octobre 2023, puis déplacée le jeudi à 21 heures pour remplir le créneau horaire de New York, unité spéciale (Law & Order: SVU). La quatrième saison New York, crime organisé (Law & Order: Organized Crime) a été repoussée à la mi-saison 2023-2024 en raison de la grève de la Writers Guild of America de 2023 et de la grève de la SAG-AFTRA de 2023 retardant certaines productions à Hollywood, avec l'original Law & Order et SVU diffusent des rediffusions le jeudi à 20 heures. Cependant, le 28 août, il a été annoncé que NBC avait repoussé la date de première au 12 octobre, retardée d'une semaine dans le cadre des changements d'horaire pour la programmation d'automne,.
En France, la série est diffusée sur Warner TV depuis le 23 mars 2021 et sur TF1 depuis le mercredi 20 mars 2024 à 23 h 20 et est disponible sur myCanal.
En Nouvelle-Zélande, la série est disponible en streaming sur TVNZ OnDemand.
Au Canada, la série est diffusée sur CTV, et en français sur Vrak et plus tard sur Noovo.
En novembre 2020, Sky Witness a acquis les droits britanniques après avoir conclu un accord avec le distributeur international NBC Universal Global Distribution.
Au Brésil, la série est disponible en streaming sur Globoplay.
En Malaisie, la série a été diffusée sur PRIMEtime.
En Australie, la série a été diffusée sur Nine Network et est disponible en streaming sur 9Now.

### Récompenses et nominations
| Award                   | Year | Category                                      | Nominee(s)                                                            | Result     | Ref.   |
| ----------------------- | ---- | --------------------------------------------- | --------------------------------------------------------------------- | ---------- | ------ |
| Canadian Screen Awards  | 2021 | Best Dramatic Series                          | Transplant                                                            | Lauréat    | [ 33 ] |
| Canadian Screen Awards  | 2021 | Best Actor in a Drama Series                  | Hamza Haq                                                             | Lauréat    | [ 33 ] |
| Canadian Screen Awards  | 2021 | Best Makeup                                   | Bruno Gatien, Marlène Rouleau, Mariane Simard for "Birth and Rebirth" | Nomination | [ 33 ] |
| Canadian Screen Awards  | 2021 | Best Photography in a Drama Program or Series | Pierre Gill for "Pilot"                                               | Nomination | [ 33 ] |
| Canadian Screen Awards  | 2021 | Best Direction in a Drama Series              | Holly Dale for "Pilot"                                                | Lauréat    | [ 33 ] |
| Canadian Screen Awards  | 2021 | Best Writing in a Drama Series                | Joseph Kay for "Pilot"                                                | Lauréat    | [ 33 ] |
| Canadian Screen Awards  | 2022 | Best Dramatic Series                          | Transplant                                                            | Lauréat    | [ 34 ] |
| Canadian Screen Awards  | 2022 | Best Actor in a Drama Series                  | Hamza Haq                                                             | Lauréat    | [ 34 ] |
| Canadian Screen Awards  | 2022 | Best Actress in a Drama Series                | Laurence Leboeuf                                                      | Lauréat    | [ 34 ] |
| Canadian Screen Awards  | 2022 | Best Supporting Actress in a Drama Series     | Ayisha Issa                                                           | Lauréat    | [ 34 ] |
| Canadian Screen Awards  | 2022 | Best Casting in a Television Series, Fiction  | Andrea Kenyon, Randi Wells, Jason Knight, John Buchan                 | Lauréat    | [ 34 ] |
| Canadian Screen Awards  | 2022 | Best Makeup                                   | Bruno Gatien, Julie Brisebois — "Guardrail"                           | Nomination | [ 34 ] |
| Canadian Screen Awards  | 2022 | Photography in a Drama Program or Series      | Pierre Gill — "Guardrail"                                             | Lauréat    | [ 34 ] |
| Canadian Screen Awards  | 2022 | Editing in a Dramatic Program or Series       | Annie Ilkow — "Contact"                                               | Lauréat    | [ 34 ] |
| Canadian Screen Awards  | 2022 | Writing in a Drama Series                     | Joseph Kay — "Free for What"                                          | Lauréat    | [ 34 ] |
| Canadian Screen Awards  | 2022 | Audience Choice Award                         | Transplant                                                            | Nomination | [ 35 ] |
| Writers Guild of Canada | 2021 | Best Writing in a Drama Series                | Lynne Kamm for "Triggering Warning"                                   | Nomination | [ 36 ] |
| Writers Guild of Canada | 2021 | Best Writing in a Drama Series                | Joseph Kay for "Pilot"                                                | Nomination | [ 36 ] |
| Writers Guild of Canada | 2021 | Best Writing in a Drama Series                | Tamara Moulin for "Under Pressure"                                    | Nomination | [ 36 ] |